# 弗兰克·卢克曼
弗兰克·卢克曼（英語：Frank Lukeman，1885年6月20日—1946年12月23日），加拿大男子田径运动员。他曾代表加拿大参加1908年和1912年夏季奥林匹克运动会田径比赛，其中1912年奥运会获得一枚铜牌。